# Dan Severn
Daniel DeWayne Severn, meglio conosciuto come Dan Severn (Coldwater, 8 giugno 1958), è un ex lottatore di arti marziali miste ed ex wrestler statunitense, noto per i suoi trascorsi nella World Wrestling Federation tra il 1997 e il 1999.

## Biografia
È noto principalmente per i suoi successi nei primi tornei della UFC, nella quale ha anche vinto il titolo Superfight, sebbene abbia lottato in diverse promozioni di MMA e di wrestling professionistico tra cui King of the Cage, Pride, Cage Rage, WEC, RINGS e World Wrestling Federation.
Nel 2005, durante l'evento UFC 52, è stato introdotto nella UFC Hall of Fame. Nel wrestling professionistico è stato due volte campione del mondo nella prestigiosa NWA mentre al college è stato due volte All-American all'Università statale dell'Arizona. All'alba del 2013 annunciò il proprio ritiro dalle competizioni ma tuttora viaggia in tutto il pianeta per tenere seminari sulle MMA, il grappling e il wrestling amatoriale.
È uno dei lottatori di MMA con il maggior numero in assoluto di incontri disputati e di vittorie e per di più vanta una delle carriere più durature e con una delle più lunghe strisce di risultati utili consecutivi di sempre: ventiquattro match senza sconfitte.

## Carriera nel wrestling

### National Wrestling Alliance (1995–2010)

#### NWA World Heavyweight Champion (1995–1999)
Severn entrò nella National Wrestling Alliance nel 1995, esordendo il 6 gennaio sconfiggendo Johnny Johnson in un "wrestler versus boxer" match ad un evento. Il 24 febbraio sconfisse Chris Candido conquistando così il titolo NWA World Heavyweight Championship durante uno show della Smoky Mountain Wrestling. Difese la cintura il 17 marzo battendo Benson Lee ad un evento della Steel City Wrestling. In seguito vinse il torneo UFC 5 Championship in aprile, diventando così il primo ed unico uomo a detenere un titolo MMA e di wrestling professionista in contemporanea.
Severn difese il titolo NWA in varie promozioni, soprattutto nella NWA New Jersey. I suoi sfidanti durante il primo anno da campione inclusero Osamu Nishimura, Tommy Cairo, Max Anthony, Yoshihiro Tajiri, Andre Baker, Tony Monroe, Geza Kalman Jr. e Jim Neidhart. Tornò poi nella SMW, difendendo il titolo per due volte con Bobby Blaze, a Charlotte Memories e Superbowl of Wrestling. Lottò anche in Giappone nella International Wrestling Association all'evento Kawasaki Dream dove sconfisse Tarzan Goto davanti a un pubblico di 28,000 fan al Kawasaki Stadium. Nel 1995 si classificò al quarto posto nella categoria "most inspirational wrestler" e al numero 35 nei PWI 500 di Pro Wrestling Illustrated.
Nel 1996 difese la cintura con Jim Neidhart, Ghetto Blaster, Repo Man e Geza Kalman Jr. Sconfisse anche il suo allenatore Al Snow all'evento First Annual Eddie Gilbert Memorial Brawl. In seguito sconfisse Harley Lewis, Jimmy Cicero, Johnny Paradise, Devon Storm e Typhoon. Difese il titolo anche contro Dory Funk Jr. a Second Annual Eddie Gilbert Memorial Brawl. Il match terminò in un doppio count-out, e quindi Severn mantenne il titolo. Nell'autunno del 1997 tornò in Giappone nella IWA, dove sconfisse The Great Kabuki e Leatherface.
Nel 1998 sconfisse Franz Schuhmann a Third Annual Eddie Gilbert Memorial Brawl. Tra gli altri sfidanti al titolo da lui sconfitti in questo periodo ci furono Rod Price, Paul Atlas, Rik Ratchet, Lance Diamond, Doug Gilbert, Sgt. Craig Pittman, Doink the Clown e Mike Roselli. Le due ultime difese di Severn furono con Steven Regal a 50th Anniversary Show e Hack Meyers all'evento della NWA Florida WrestleGrowl '98. Severn li sconfisse entrambi.
Dopo un regno da campione durato quattro anni, Severn fu sconfitto da Naoya Ogawa a Battle in the Hama Ring il 14 marzo 1999. Il regno da campione mondiale NWA di Severn fu il regno più lungo degli ultimi due decenni e il terzo regno più lungo nella storia della NWA. Severn avrebbe sfidato Ogawa per il titolo in una rivincita nella NWA Southwest il 28 maggio. L'incontro si concluse con un doppio count-out. Fu fatto ripartire ma terminò in un pareggio per limite di tempo di cinque minuti.

#### Ritorno alla NWA (2001–2002, 2006)
Severn tornò nella NWA apparendo all'evento della NWA Florida February Fury il 20 febbraio 2001. L'anno successivo, sconfisse Shinya Hashimoto vincendo il suo secondo titolo mondiale dei pesi massimi NWA all'evento Vast Energy della Pro Wrestling Zero-One, il 3 marzo 2002. Difese il titolo solo una volta contro Big Kahuna in un evento della Candian Wrestling Federation (CWF) il 14 aprile. Il match si concluse in no contest. Questo regno titolato fu controverso e di breve durata, poiché il titolo fu tolto a Severn quando non fu in grado di partecipare alla prima edizione del pay-per-view della Total Nonstop Action Wrestling per difendere la cintura; il titolo fu vinto quella sera da Ken Shamrock. Il 5 luglio, Severn sfidò Hotstuff Hernandez per l'NWA National Heavyweight Championship, ma l'incontro finì in una doppia squalifica.

#### NWA Hall of Fame (2010)
Nel 2010 è stato inserito nella NWA Hall of Fame.

### World Wrestling Federation (1997–1999)
Severn fece la sua prima apparizione in WWF il 23 giugno 1997 in veste di detentore dell'NWA Worlds Heavyweight Championship, per unirsi al team dei commentatori televisivi. Severn non aveva ancora firmato un contratto con la WWF a questo punto. Egli commentò il match tra Ken Shamrock e Rockabilly (Billy Gunn). Ken vinse l'incontro. Dopo il match, ebbero un confronto e poi si strinsero la mano.
Come campione NWA, Severn debuttò nella World Wrestling Federation nel 1998 durante la storyline secondo la quale la NWA stava invadendo la WWF. Per primi attaccò gli Headbangers durante il loro feud con Bob Holly e Bart Gunn. Nel suo primo match sconfisse Flash Funk. Per breve tempo ebbe come manager Jim Cornette. Durante le sue entrate sul ring, lui e Jim portavano i titoli vinti da Severn (UFC/MMA e NWA World Heavyweight Championship. Cornette diceva: "Ha così tanti titoli che alcuni li lascia a casa perché non può portarseli dietro tutti in aeroporto". Severn interpretava un personaggio heel (malvagio). Successivamente sconfisse vari avversari, come Savio Vega e Mosh. L'angle dell'NWA Invasion fu di breve durata e Severn ebbe in seguito una rivalità con Ken Shamrock, contro il quale aveva combattuto in UFC. Durante questo periodo, prese parte al famigerato torneo "shoot" Brawl for All, sconfiggendo The Godfather al primo round. Tuttavia, si ritirò dalla competizione prima dei quarti di finale. Nel 1998 partecipò anche al torneo King of the Ring, sconfiggendo D'Lo Brown ed Owen Hart prima di essere eliminato da The Rock in semifinale.
Il 28 luglio 1998 affrontò D'Lo Brown per il WWF European Championship, ma vinse il match solo per squalifica, e quindi Brown conservò il titolo.
Dopo un feud con Owen Hart, prese parte alla Royal Rumble 1999, resistendo 6 minuti sul ring prima di essere eliminato da Mabel. Lasciò la WWF per divergenze creative da lì a poco.
Secondo quanto riferito da Severn, poco tempo prima della Royal Rumble del 1999, la WWF gli chiese di tatuarsi il numero "666" sulla fronte ("il marchio della bestia") e diventare uno dei "discepoli" di Undertaker, presumibilmente come membro della sua stable Ministry of Darkness. Severn si rifiutò, motivando la sua scelta con il fatto che si sentiva a disagio in questa storyline. Quando la compagnia gli rispose dicendo che avrebbero "seppellito" il suo personaggio se avesse rifiutato di fare ciò che avevano chiesto, Severn minacciò di usare le sue legittime abilità da fighter per colpire davvero i suoi colleghi e farli "sembrare degli sciocchi" sul ring. Questo causò la sua fuoriuscita dalla federazione.

### Midwest Wrestling Alliance / Price of Glory Wrestling (2004–2018)
Severn fondò la Midwest Wrestling Alliance (MWA) insieme a Mark Pennington, nel giugno 2004. Utilizzando i molti studenti della sua scuola di wrestling in Michigan, crearono il roster della compagnia. Nel 2005 la federazione fu rinominata Price of Glory (PoG). Severn lottò molte volte nella PoG affrontando Jimmy Jacobs, N8 Mattson, CJ Otis, Jack Thriller ed altri. Svolse la funzione di arbitro all'evento Price of Glory 17: Merry Massacre (2005).
Il 21 giugno 2009, Severn e Johnny Dynamo ebbero un "career vs career match" per il titolo POGW Heavyweight Championship allo show Faded Glory IV, dove il perdente sarebbe stato costretto a ritirarsi. Severn uscì vincitore e vinse il titolo Price of Glory Heavyweight. Severn rese vacante la cintura il 13 settembre a Intrusion. Dopo quattordici anni di attività, la compagnia chiuse i battenti nel 2018.

## Risultati nelle arti marziali miste
Qui di seguito è riassunta la sua carriera nelle arti marziali miste, con i risultati degli incontri più importanti per valore dell'evento e dell'avversario affrontato:
| Risultato | Record   | Avversario            | Metodo                                      | Evento                                                        | Data              | Round | Tempo | Città                               | Note                                            |  |
| --------- | -------- | --------------------- | ------------------------------------------- | ------------------------------------------------------------- | ----------------- | ----- | ----- | ----------------------------------- | ----------------------------------------------- |  |
| Vittoria  | 101–19–7 | Alex Rozman           | Decisione (unanime)                         | Blue Blood MMA                                                | 24 aprile 2012    | 3     | 5:00  | Davenport, Stati Uniti              |                                                 |  |
| Sconfitta | 100–19–7 | Lee Beane             | KO (pugni)                                  | Paul Vandale Promotions: The Beast Comes East                 | 20 maggio 2011    | 1     | 3:28  | Worcester, Stati Uniti              |                                                 |  |
| Sconfitta | 100–18–7 | Ryan Fortin           | KO (pugni)                                  | King Of The Cage: Mile Zero                                   | 29 aprile 2011    | 3     | 4:04  | Dawson Creek, Canada                |                                                 |  |
| Vittoria  | 100–17–7 | Aaron Garcia          | Sottomissione (neck crank)                  | KOTC: Texas                                                   | 16 aprile 2011    | 1     | 2:18  | Lubbock, Stati Uniti                |                                                 |  |
| Vittoria  | 99–17-7  | Cal Worsham           | Decisione (unanime)                         | Gladiator Challenge: Legends Collide 2                        | 20 febbraio 2011  | 3     | 5:00  | San Jacinto, Stati Uniti            |                                                 |  |
| Vittoria  | 98–17-7  | Scott Fraser          | Sottomissione (triangolo di braccio)        | Elite-1 MMA: Tapping Out                                      | 29 gennaio 2011   | 2     | 4:59  | Moncton, Canada                     | Vince il titolo dei Pesi Massimi Elite-1 MMA    |  |
| Vittoria  | 97–17–7  | William Hatch         | Sottomissione (arm-triangle choke)          | King of the Cage: Black Ops                                   | 12 dicembre 2010  | 1     | 4:23  | Cold Lake, Canada                   |                                                 |  |
| Vittoria  | 96–17–7  | Tom Benesocky         | Sottomissione (arm-triangle choke)          | King of the Cage 48                                           | 21 novembre 2010  | 1     | 1:33  | Edmonton, Canada                    |                                                 |  |
| Vittoria  | 95–17–7  | Chad Olmstead         | KO Tecnico (pugni)                          | King of the Cage: Lock Down                                   | 30 luglio 2010    | 2     | 1:27  | Edmonton, Canada                    |                                                 |  |
| Vittoria  | 94–17–7  | Sam Flood             | Sottomissione (guillotine choke)            | King of the Cage: Fearless                                    | 24 aprile 2010    | 1     | 4:24  | Penticton, Canada                   |                                                 |  |
| Vittoria  | 93–17–7  | Buddie Dixion         | KO (pugni)                                  | King of the Cage: Thunderstruck ll                            | 18 marzo 2010     | 2     | 2:22  | Calgary, Canada                     |                                                 |  |
| Vittoria  | 92–17–7  | Eddie Trotter         | KO (stop medico)                            | GFC: Gladiator Fighting Championship                          | 24 ottobre 2009   | 1     | 5:00  | Jenkins, Stati Uniti                |                                                 |  |
| Vittoria  | 91–17–7  | Woody Young           | Sottomissione (arm-triangle choke)          | KOTC: Disputed                                                | 25 luglio 2009    | 2     | 2:31  | Sault Ste. Marie, Stati Uniti       |                                                 |  |
| Vittoria  | 90–17–7  | Steve Eakins          | Decisione (unanime)                         | Gladiator Challenge: The Beast Comes East                     | 16 maggio 2009    | 3     | 5:00  | Elko, Stati Uniti                   |                                                 |  |
| Sconfitta | 89–17–7  | William Richey        | Decisione (non unanime)                     | Iroquois: MMA Championships 7                                 | 24 gennaio 2009   | 3     | 5:00  | Hagersville, Canada                 |                                                 |  |
| Sconfitta | 89–16–7  | Pavel Botka           | Decisione                                   | Heaven or Hell: Hell Cage                                     | 3 maggio 2008     | N/A   | N/A   | Praga, Repubblica Cieca             |                                                 |  |
| Vittoria  | 89–15–7  | Damon Clark           | Sottomissione (kimura)                      | WEC: Armageddon                                               | 12 aprile 2008    | 1     | 2:30  | Denver, Stati Uniti                 |                                                 |  |
| Vittoria  | 88–15-7  | Colin Robinson        | Decisione (unanime)                         | Cage Wars: Max Extreme fighting                               | 9 marzo 2008      | 3     | 5:00  | Belfast, Regno Unito                |                                                 |  |
| Vittoria  | 88–15–7  | Colin Robinson        | Decisione (unanime)                         | Cage Wars: Max Extreme fighting                               | 9 marzo 2008      | 3     | N/A   | Belfast, Regno Unito                |                                                 |  |
| Vittoria  | 87–15–7  | Ian Asham             | Sottomissione (kimura)                      | Iroquois: MMA Championships II                                | 9 febbraio 2008   | N/A   | N/A   | Ohsweken, Stati Uniti               |                                                 |  |
| Vittoria  | 86–15–7  | Don Richards          | Decisione (unanime)                         | KOTC: Bad Boys                                                | 21 novembre 2007  | 3     | 5:00  | Mount Pleasant, Stati Uniti         |                                                 |  |
| Vittoria  | 85–15–7  | Jimmy Westfall        | Decisione (unanime)                         | Universal Fight Promotions                                    | 13 ottobre 2007   | 3     | 5:00  | Nuovo Messico, Stati Uniti          |                                                 |  |
| Vittoria  | 84–15–7  | Mark Smith            | KO Tecnico (stop dall'angolo)               | Titans of the Pentagon                                        | 22 settembre 2007 | 1     | N/A   | San José, Costa Rica                |                                                 |  |
| Vittoria  | 83–15–7  | Victor Vincelette     | Sottomissione (strangolamento)              | WFC: Rumble in the Red Rocks                                  | 9 giugno 2007     | 1     | 1:35  | Camp Verde, Stati Uniti             |                                                 |  |
| Vittoria  | 82–15–7  | Terrell Pree          | Sottomissione (armbar)                      | WVF: Minot                                                    | 21 aprile 2007    | 1     | 4:18  | Minot, Stati Uniti                  |                                                 |  |
| Vittoria  | 81–15–7  | Jason Keith           | Sottomissione (rear-naked choke)            | GC 60: Invasion                                               | 23 marzo 2007     | 1     | 2:36  | Farmington, Stati Uniti             |                                                 |  |
| Vittoria  | 80–15–7  | Kasey Geyer           | Sottomissione (rear-naked choke)            | CCCF: Riverwind Rumble                                        | 24 febbraio 2007  | 2     | 1:25  | Norman, Stati Uniti                 |                                                 |  |
| Vittoria  | 79–15–7  | Clifford Coon         | Sottomissione (rear-naked choke)            | CCCF: Red River Riot                                          | 17 febbraio 2007  | 1     | 1:53  | Thackerville, Stati Uniti           |                                                 |  |
| Sconfitta | 78-15-7  | Dave Legeno           | Decisione (unanime)                         | Cage Rage 20: Born 2 Fight                                    | 10 febbraio 2007  | 3     | 5:00  | Londra, Regno Unito                 |                                                 |  |
| Vittoria  | 78–14–7  | Wade Hamilton         | Sottomissione (americana)                   | KOTC: Mass Destruction                                        | 26 gennaio 2007   | 1     | 3:08  | Mount Pleasant, Stati Uniti         |                                                 |  |
| Vittoria  | 77–14–7  | Chris Clark           | Sottomissione (heel hook)                   | IFC: Rumble on the River 2                                    | 11 ottobre 2006   | 1     | 3:08  | Kearney, Stati Uniti                |                                                 |  |
| Vittoria  | 76–14–7  | Brian Heden           | Decisione (non unanime)                     | NFA: Night of the Beast                                       | 23 settembre 2006 | 4     | 5:00  | Fargo, Dakota del Nord, Stati Uniti |                                                 |  |
| Vittoria  | 75–14-7  | Skip Hall             | Sottomissione (strangolamento)              | -                                                             | 26 agosto 2006    | 1     | -     | Alabama, Stati Uniti                |                                                 |  |
| Vittoria  | 74–14–7  | Lanny Griffin         | Sottomissione (scarf hold)                  | Indiana Martial Arts                                          | 12 agosto 2006    | 1     | 0:46  | Fort Wayne, Stati Uniti             |                                                 |  |
| Vittoria  | 73–14-7  | Robert Berry          | Sottomissione (rear naked choke)            | MMA Total Combat 16                                           | 3 giugno 2006     | 1     | 4:21  | Spennymoor, Regno Unito             |                                                 |  |
| Vittoria  | 72–14–7  | Victor Vincelette     | KO Tecnico (sottomissione ai pugni)         | WFC: Rumble in the Rockies                                    | 21 gennaio 2006   | 1     | 1:22  | Loveland, Stati Uniti               |                                                 |  |
| Sconfitta | 71-14-7  | Joop Kasteel          | KO (pugno)                                  | Rings Holland: Men of Honor                                   | 11 dicembre 2005  | 1     | 1:28  | Utrecht, Paesi Bassi                |                                                 |  |
| Vittoria  | 71–13-7  | Tyson Smith           | KO Tecnico (Sottomissione ai colpi)         | Action Wrestling Entertainment                                | 5 ottobre 2005    | 1     | 4:12  | Winnipeg, Canada                    |                                                 |  |
| Sconfitta | 70–13–7  | Victor Valimaki       | Decisione (unanime)                         | MFC 8: Resurrection                                           | 9 settembre 2005  | 3     | 5:00  | Edmonton, Canada                    |                                                 |  |
| Vittoria  | 70–12–7  | Rick Collup           | KO Tecnico (Sottomissione alle ginocchiate) | GC 39: Titans Collide                                         | 17 luglio 2005    | 2     | 3:11  | Porterville, Stati Uniti            |                                                 |  |
| Vittoria  | 69–12-7  | Shannon Ritch         | Sottomissione (triangolo)                   | Extreme Wars: X-1                                             | 2 luglio 2005     | 2     | 1:05  | Honolulu, Stati Uniti               |                                                 |  |
| Vittoria  | 68–12-7  | Shannon Ritch         | Sottomissione (americana)                   | Northern Fighting Championships                               | 3 giugno 2005     | 2     | -     | Alaska, Stati Uniti                 |                                                 |  |
| Sconfitta | 67–12–7  | Bob Stines            | Sottomissione                               | Warrior: MMA 4                                                | 12 marzo 2005     | 1     | 0:52  | Corbin, Stati Uniti                 |                                                 |  |
| Vittoria  | 67–11–7  | Cal Worsham           | KO Tecnico (stop medico)                    | GC 34: Legends Collide                                        | 27 gennaio 2005   | 3     | 3:29  | Colusa, Stati Uniti                 |                                                 |  |
| Vittoria  | 66–11–7  | Lee Mein              | KO Tecnico                                  | Continental Fighting Championships                            | 20 novembre 2004  | 2     | 1:41  | Saskatoon, Canada                   |                                                 |  |
| Sconfitta | 65–11–7  | James Thompson        | Decisione (unanime)                         | UC 11: Wrath of the Beast                                     | 12 settembre 2004 | 5     | 5:00  | Bristol, Regno Unito                |                                                 |  |
| Vittoria  | 65–10–7  | Chad Rafdel           | KO Tecnico (stop dall'angolo)               | AFA: Beast                                                    | 31 luglio 2004    | 1     | 3:00  | Iowa, Stati Uniti                   |                                                 |  |
| Vittoria  | 64–10–7  | Hidetada Irie         | Decisione (unanime)                         | Gladiator FC: Day 1                                           | 26 giugno 2004    | 3     | 5:00  | Seul, Korea del Sud                 |                                                 |  |
| Vittoria  | 63–10-7  | Ruben Villareal       | Decisione (non unanime)                     | GC 27: FightFest 2                                            | 3 giugno 2004     | 2     | 5:00  | Colusa, Stati Uniti                 | Vince il titolo dei Pesi Massimi Superfight GC  |  |
| Vittoria  | 62–10–7  | Greg Lockhart         | Sottomissione                               | Dangerzone: Professional Level Cage Fighting                  | 10 aprile 2004    | 2     | 1:45  | Osceola, Stati Uniti                |                                                 |  |
| Vittoria  | 61–10-7  | Johnathan Ivey        | Decisione (unanime)                         | Hardcore Fighting Championships 3                             | 27 marzo 2004     | -     | -     | Worcester, Stati Uniti              |                                                 |  |
| Sconfitta | 60-10-7  | Tony Bonello          | Sottomissione (rear naked choke)            | XFC 4: Australia vs The World                                 | 19 marzo 2004     | 1     | 1:36  | Brisbane, Australia                 |                                                 |  |
| Sconfitta | 60–9–7   | Ulysses Castro        | Sottomissione (verbale)                     | Enter the Beast                                               | 6 marzo 2004      | 3     | 2:45  | Nanaimo, Canada                     |                                                 |  |
| Sconfitta | 60-8-6   | Seth Petruzelli       | Decisione (unanime)                         | King of the Cage 32: Bringing Heat                            | 24 gennaio 2004   | 3     | 5:00  | Miami, Stati Uniti                  |                                                 |  |
| Vittoria  | 60–7–6   | Ray Seraille          | Sottomissione (armbar)                      | Pacific X-Treme Combat                                        | 17 gennaio 2004   | 3     | 2:03  | Mangilao, Stati Uniti               |                                                 |  |
| Vittoria  | 59–7–6   | Mathias Hughes        | Sottomissione                               | Seasons Beatings                                              | 18 dicembre 2003  | 1     | 2:40  | Winnipeg, Canada                    |                                                 |  |
| Parità    | 58-7-6   | Homer Moore           | Parità                                      | RITC 54: 'The Beast' vs 'The Rock'                            | 25 ottobre 2003   | 3     | 3:00  | Phoenix, Stati Uniti States         |                                                 |  |
| Vittoria  | 58–7–5   | Gary Dudley           | KO Tecnico (pugni)                          | Gladiator Challenge 18                                        | 21 agosto 2003    | 1     | 2:08  | Colusa, Stati Uniti                 |                                                 |  |
| Vittoria  | 57–7-5   | Dan Christison        | Decisione (non unanime)                     | King of the Cage 24: Mayhem                                   | 14 giugno 2003    | 3     | 5:00  | Albuquerque, Stati Uniti            |                                                 |  |
| Vittoria  | 56–7–5   | Shane Moore           | Sottomissione                               | Hardcore Fighting Championships 1                             | 24 maggio 2003    | 2     | 0:46  | Revere, Stati Uniti                 |                                                 |  |
| Vittoria  | 55–7–5   | Cory Timmerman        | Decisione (unanime)                         | KOTC 23: Sin City                                             | 16 maggio 2003    | 3     | 5:00  | Las Vegas, Stati Uniti              |                                                 |  |
| Sconfitta | 54–7–5   | Ulysses Castro        | Decisione                                   | MFC 6: Road To Gold                                           | 22 febbraio 2003  | 3     | 5:00  | Lethbridge, Canada                  |                                                 |  |
| Parità    | 54–6–5   | Pat Stano             | Pereggio                                    | War at the Shore                                              | 17 gennaio 2003   | 3     | 5:00  | Atlantic City, Stati Uniti          |                                                 |  |
| Vittoria  | 54–6–4   | Mike Ward             | Sottomissione (bulldog choke)               | UC 4: Eyes of the Beast                                       | 1 dicembre 2002   | 3     | 1:42  | Chippenham, Regno Unito             |                                                 |  |
| Vittoria  | 53–6-4   | Justin Eilers         | Decisione (unanime)                         | VFC 3: Total Chaos                                            | 23 novembre 2002  | 3     | 5:00  | Council Bluffs, Stati Uniti         |                                                 |  |
| Vittoria  | 52–6–4   | Mark Smith            | Sottomissione (americana)                   | KOTC 18: Sudden Impact                                        | 1 novembre 2002   | 1     | 2:56  | Reno, Stati Uniti                   |                                                 |  |
| Vittoria  | 51–6-4   | Dan Christison        | Decisione                                   | Aztec Challenge 1                                             | 6 settembre 2002  | 3     | 5:00  | Ciudad Juárez, Messico              |                                                 |  |
| Vittoria  | 50–6–4   | John Jensen           | KO Tecnico (stop dall'angolo)               | KOTC 14: 5150                                                 | 19 giugno 2002    | 1     | 5:00  | Bernalillo, Stati Uniti             |                                                 |  |
| Vittoria  | 49–6–4   | Steve Sayegh          | KO Tecnico (Sottomissione ai colpi)         | Dangerzone: Caged Heat                                        | 13 aprile 2002    | 1     | 5:45  | New Town, Stati Uniti               |                                                 |  |
| Vittoria  | 48–6-4   | Forrest Griffin       | Decisione (unanime)                         | RSF 5: New Blood Conflict                                     | 27 ottobre 2001   | 3     | 4:00  | Augusta, Stati Uniti                |                                                 |  |
| Parità    | 47-6-4   | Travis Fulton         | Parità                                      | Iowa Challenge 3                                              | 22 settembre 2001 | 3     | 5:00  | Waterloo, Stati Uniti               |                                                 |  |
| Vittoria  | 47–6–3   | Lenn Walker           | KO Tecnico (sottomissione ai pugni)         | UW: St. Paul                                                  | 15 luglio 2001    | 1     | 1:49  | Saint Paul, Stati Uniti             |                                                 |  |
| Vittoria  | 46–6-3   | Travis Fulton         | Decisione                                   | WEC 1: Princes of Pain                                        | 30 giugno 2001    | 3     | 5:00  | Lemoore, Stati Uniti                | Debutto in WEC                                  |  |
| Vittoria  | 45–6-3   | Wes Sims              | Decisione                                   | RSF 2: Attack at the Track                                    | 23 giugno 2001    | 3     | 4:00  | Chester, Stati Uniti                |                                                 |  |
| Vittoria  | 44–6–3   | Harry Moskowitz       | Submission (americana)                      | Reality Combat Fighting 11                                    | 10 maggio 2001    | 1     | 2:12  | Houma, Louisiana, Stati Uniti       |                                                 |  |
| Sconfitta | 43-6-3   | Jonathan Wiezorek     | Sottomissione                               | RSF 1: Redemption in the Valley                               | 21 aprile 2001    | 2     | 1:03  | Wheeling, Stati Uniti               |                                                 |  |
| Vittoria  | 43–5–3   | Aaron Keeney          | Sottomissione (americana)                   | Dangerzone: Insane In Ft. Wayne                               | 25 novembre 2000  | 1     | 2:03  | Fort Wayne, Stati Uniti             |                                                 |  |
| Vittoria  | 42–5-3   | Travis Fulton         | Sottomissione (rear naked choke)            | Dangerzone: Night of the Beast                                | 28 ottobre 2000   | 1     | 2:01  | Lynchburg, Stati Uniti              |                                                 |  |
| Sconfitta | 41-5-3   | Pedro Rizzo           | KO Tecnico (calci alle gambe)               | UFC 27: Ultimate Bad Boyz                                     | 22 settembre 2000 | 1     | 1:33  | New Orleans, Stati Uniti            |                                                 |  |
| Vittoria  | 41–4–3   | Andrei Kopylov        | Decisione (unanime)                         | Rings: Millennium Combine 3                                   | 23 agosto 2000    | 2     | 5:00  | Osaka, Giappone                     |                                                 |  |
| Vittoria  | 40–4–3   | John Dixson           | Sottomissione (americana)                   | Continental Freefighting Alliance 2                           | 19 luglio 2000    | 1     | 5:18  | Corinth, Stati Uniti                |                                                 |  |
| Vittoria  | 39–4–3   | Ron Rumpf             | Sottomissione (americana)                   | Dangerzone: Battle At The Bear                                | 8 luglio 2000     | 1     | 0:54  | New Town, Stati Uniti               |                                                 |  |
| Vittoria  | 38–4–3   | Robert Stines         | Sottomissione (neck crank)                  | Dangerzone: Ft. Wayne 2                                       | 20 maggio 2000    | 1     | 0:44  | Fort Wayne, Stati Uniti             |                                                 |  |
| Vittoria  | 37–4-3   | Marcus Silveira       | Sottomissione (triangolo di braccio)        | WEF 9: World Class                                            | 13 maggio 2000    | 1     | 4:46  | Evansville, Stati Uniti             |                                                 |  |
| Vittoria  | 36–4-3   | Bart Vale             | KO Tecnico (stop medico)                    | CFA 1: Collision at the Crossroads                            | 25 marzo 2000     | 2     | 0:36  | Corinth, Stati Uniti                | Vince il titolo dei Pesi Supermassimi CFA       |  |
| Sconfitta | 35-4-3   | Josh Barnett          | Sottomissione (armbar)                      | SuperBrawl 16                                                 | 8 febbraio 2000   | 4     | 1:21  | Honolulu, Stati Uniti               |                                                 |  |
| Vittoria  | 35–3–3   | Mark Jaquith          | Decisione                                   | Dangerzone: Ft. Wayne                                         | 22 novembre 1999  | 1     | 15:00 | Fort Wayne, Stati Uniti             |                                                 |  |
| Vittoria  | 34–3–3   | Phil Ortiz            | Sottomissione (americana)                   | Extreme Challenge 28                                          | 9 ottobre 1999    | 1     | 1:55  | Ogden, Stati Uniti                  |                                                 |  |
| Vittoria  | 33–3–3   | David Ferguson        | KO Tecnico (sottomissione ai pugni)         | Dangerzone: Ft. Smith                                         | 18 settembre 1999 | 1     | 8:36  | Fort Wayne, Stati Uniti             |                                                 |  |
| Vittoria  | 32–3–3   | Nick Starks           | Decisione                                   | Ultimate Reality Fighting                                     | 18 luglio 1999    | N/A   | 0:00  | Orlando, Stati Uniti                |                                                 |  |
| Vittoria  | 31–3–3   | Brad Kohler           | KO Tecnico (proiezione)                     | Ultimate Wrestling                                            | 25 giugno 1999    | 1     | 7:57  | Cleveland, Stati Uniti              |                                                 |  |
| Vittoria  | 30–3–3   | Slade Martin          | Sottomissione (americana)                   | Dangerzone: Mahnomen                                          | 19 giugno 1999    | 1     | 3:30  | Mahnomen, Stati Uniti               |                                                 |  |
| Vittoria  | 29–3–3   | Ross Quam             | Sottomissione (jaw lock)                    | Brawl in the Black Hills 1                                    | 15 maggio 1999    | 1     | N/A   | Rapid City,Stati Uniti              |                                                 |  |
| Vittoria  | 28–3-3   | Kevin Rosier          | Sottomissione (bulldog choke)               | Cage Combat 1                                                 | 8 dicembre 1998   | 1     | 1:00  | Conesville, Stati Uniti             |                                                 |  |
| Vittoria  | 27–3–3   | Joe Frailey           | Sottomissione (armbar)                      | SuperBrawl 9                                                  | 19 settembre 1996 | 1     | 4:02  | El Paso, Stati Uniti                |                                                 |  |
| Parità    | 26–3-3   | Pat Miletich          | Parità                                      | Extreme Challenge 20                                          | 22 agosto 1998    | 1     | 20:00 | Davenport, Stati Uniti              |                                                 |  |
| Vittoria  | 26–3–2   | Chris Franco          | KO Tecnico (stop medico)                    | SuperBrawl 8                                                  | 4 agosto 1998     | 1     | 4:55  | Honolulu, Stati Uniti               |                                                 |  |
| Vittoria  | 25–3-2   | Sam Adkins            | KO Tecnico (sfinimento)                     | IFC 8: Showdown at Shooting Star                              | 20 giugno 1998    | 1     | 12:53 | Mahnomen, Stati Uniti               |                                                 |  |
| Vittoria  | 24–3–2   | Steve Miller          | Sottomissione (rear-naked choke)            | World Shoot Wrestling                                         | 12 giugno 1998    | 1     | 5:45  | Pasadena, Stati Uniti               |                                                 |  |
| Vittoria  | 23–3–2   | John Calvo            | KO Tecnico (pugni)                          | SuperBrawl 7                                                  | 25 aprile 1998    | 1     | 3:38  | Guam, United States                 |                                                 |  |
| Vittoria  | 22–3-2   | Travis Fulton         | Sottomissione (keylock)                     | Gladiators 2                                                  | 18 aprile 1998    | 1     | 10:39 | Iowa, Stati Uniti                   |                                                 |  |
| Vittoria  | 21–3-2   | Kevin Rosier          | KO Tecnico (ginocchiate)                    | Extreme Challenge 15                                          | 27 febbraio 1998  | 1     | 0:53  | Muncie, Stati Uniti                 |                                                 |  |
| Parità    | 20–3-2   | Kimo Leopoldo         | Parità                                      | Pride 1                                                       | 11 ottobre 1997   | 1     | 30:00 | Tokyo, Giappone                     | Debutto in Pride                                |  |
| Vittoria  | 20–3–1   | John Renfroe          | Sottomissione (keylock)                     | International Fighting Championships 6: Battle at Four Bears  | 20 settembre 1997 | 1     | 2:28  | New Town, Stati Uniti               |                                                 |  |
| Vittoria  | 19–3–1   | John Dixson           | KO Tecnico (sottomissione ai pugni)         | International Fighting Championships 5: Battle in the Bayou   | 5 settembre 1997  | 1     | 2:33  | Baton Rouge, Stati Uniti            |                                                 |  |
| Vittoria  | 18–3–1   | Lance Gibson          | Sottomissione (keylock)                     | SuperBrawl 5                                                  | 23 agosto 1997    | 1     | 26:22 | Guam, Stati Uniti                   |                                                 |  |
| Vittoria  | 17–3-1   | Paul Buentello        | Sottomissione (keylock)                     | Unified Shoot Wrestling Federation 6                          | 16 agosto 1997    | 1     | 2:55  | Amarillo, Stati Uniti               |                                                 |  |
| Vittoria  | 16–3-1   | Ebenezer Fontes Braga | KO Tecnico (stop medico)                    | International Vale Tudo Championship 1: Real Fight Tournament | 6 luglio 1997     | 1     | 8:17  | Brasile                             |                                                 |  |
| Parità    | 15–3-1   | Jeremy Horn           | Parità                                      | Extreme Challenge 7                                           | 25 giugno 1997    | 1     | 20:00 | Council Bluffs, Stati Uniti         |                                                 |  |
| Sconfitta | 14–3     | Mark Coleman          | Sottomissione (scarf-hold)                  | UFC 12: Judgement Day                                         | 7 febbraio 1997   | 1     | 2:57  | Dothan, Stati Uniti                 | Per il titolo dei Pesi Massimi UFC              |  |
| Vittoria  | 14–2     | Steven Goss           | Sottomissione (rear-naked choke)            | Extreme Challenge 1                                           | 23 novembre 1996  | 1     | 1:53  | Des Moines, Stati Uniti             |                                                 |  |
| Vittoria  | 13–2     | Mitsuhiro Matsunaga   | Sottomissione (reverse armbar)              | U-Japan                                                       | 17 novembre 1996  | 1     | 1:32  | Tokyo, Giappone                     |                                                 |  |
| Vittoria  | 12–2     | Mario Neto            | Decisione                                   | Universal Vale Tudo Fighting 4                                | 22 ottobre 1996   | 1     | 40:00 | Brasile                             |                                                 |  |
| Vittoria  | 11–2     | Dennis Reed           | Sottomissione (neck crank)                  | Brawl at the Ballpark 1                                       | 7 settembre 1996  | 1     | 4:10  | Davenport, Stati Uniti              |                                                 |  |
| Vittoria  | 10–2     | Doug Murphy           | Sottomissione (keylock)                     | Vale Tudo Japan 1996                                          | 7 luglio 1996     | 1     | 3:23  | Urayasu, Giappone                   |                                                 |  |
| Vittoria  | 9–2      | Ken Shamrock          | Decisione (non unanime)                     | UFC 9: Motor City Madness                                     | 17 maggio 1996    | 1     | 30:00 | Detroit, Stati Uniti                | Vince il titolo Superfight UFC                  |  |
| Vittoria  | 8–2      | Oleg Taktarov         | Decisione (unanime)                         | Ultimate Ultimate 1995                                        | 16 dicembre 1995  | 1     | 30:00 | Denver, Stati Uniti                 | Vince il torneo Ultimate Ultimate 1995          |  |
| Vittoria  | 7–2      | Tank Abbott           | Decisione (unanime)                         | Ultimate Ultimate 1995                                        | 16 dicembre 1995  | 1     | 18:00 | Denver, Stati Uniti                 | Torneo Ultimate Ultimate 1995, Semifinale       |  |
| Vittoria  | 6–2      | Paul Varelans         | Sottomissione (triangolo di braccio)        | Ultimate Ultimate 1995                                        | 16 dicembre 1995  | 1     | 1:40  | Denver, Stati Uniti                 | Torneo Ultimate Ultimate 1995, Quarti di finale |  |
| Sconfitta | 5–2      | Ken Shamrock          | Sottomissione (ghigliottina)                | UFC 6: Clash of the Titans                                    | 14 luglio 1995    | 1     | 2:14  | Casper, Stati Uniti                 | Per il titolo Superfight UFC                    |  |
| Vittoria  | 5–1      | Dave Beneteau         | Sottomissione (keylock)                     | UFC 5: The Return of the Beast                                | 7 aprile 1995     | 1     | 3:01  | Charlotte, Stati Uniti              | Vince il torneo UFC 5                           |  |
| Vittoria  | 4–1      | Oleg Taktarov         | KO Tecnico (ferita)                         | UFC 5: The Return of the Beast                                | 7 aprile 1995     | 1     | 4:21  | Charlotte, Stati Uniti              | Torneo UFC 5, Semifinale                        |  |
| Vittoria  | 3–1      | Joe Charles           | Sottomissione (rear naked choke)            | UFC 5: The Return of the Beast                                | 7 aprile 1995     | 1     | 1:38  | Charlotte, Stati Uniti              | Torneo UFC 5, Quarti di finale                  |  |
| Sconfitta | 2–1      | Royce Gracie          | Sottomissione (triangolo)                   | UFC 4: Revenge of the Warriors                                | 16 dicembre 1994  | 1     | 15:49 | Tulsa, Stati Uniti                  | Torneo UFC 4, Finale                            |  |
| Vittoria  | 2–0      | Marcus Bossett        | Sottomissione (triangolo di braccio)        | UFC 4: Revenge of the Warriors                                | 16 dicembre 1994  | 1     | 0:52  | Tulsa, Stati Uniti                  | Torneo UFC 4, Semifinale                        |  |
| Vittoria  | 1–0      | Anthony Macias        | Sottomissione (rear naked choke)            | UFC 4: Revenge of the Warriors                                | 16 dicembre 1994  | 1     | 1:45  | Tulsa, Stati Uniti                  | Torneo UFC 4, Quarti di finale                  |  |